# Credito di carbonio

I Paesi industrializzati sono i principali responsabili di emissioni nocive

Un credito di carbonio è un certificato negoziabile o, più in generale, una qualsiasi autorizzazione che rappresenti il diritto di emettere una tonnellata di anidride carbonica o la quantità equivalente di un diverso gas serra (GHG). I crediti di carbonio e i mercati del carbonio rientrano negli strumenti nazionali e internazionali per ridurre e mitigare la crescita delle concentrazioni di gas a effetto serra. Nello specifico, un credito di carbonio è pari a una tonnellata di anidride carbonica o di gas equivalenti all'anidride carbonica. Tali crediti possono anche essere scambiati nel mercato delle emissioni.
Il credito di carbonio è in definitiva uno strumento economico-ambientale concepito per contrastare i cambiamenti climatici, incentivando la riduzione delle emissioni e lo sviluppo di tecnologie sostenibili. Funziona come un certificato scambiabile: chi riduce o rimuove emissioni può cedere il proprio credito a soggetti che non riescono a diminuire direttamente le proprie emissioni, ma vogliono o devono compensarle. È importante precisare che un credito di carbonio non elimina fisicamente la CO₂ già presente in atmosfera, ma attesta che, altrove, è stata evitata o rimossa un'emissione equivalente.

## Generazione dei crediti di carbonio
I crediti di carbonio possono essere generati tramite progetti in diversi settori:
- Energia rinnovabile: installazione di impianti eolici, solari, idroelettrici, a biomasse, sostitutivi di centrali a combustibili fossili;
- Efficienza energetica: interventi su edifici residenziali, industriali o pubblici, come isolamento termico, sostituzione di impianti di riscaldamento, illuminazione a LED;
- Progetti forestali: riforestazione, gestione sostenibile delle foreste o progetti REDD+ (Reducing Emissions from Deforestation and forest Degradation), che contribuiscono all'assorbimento di CO₂ dall'atmosfera;
- Trattamento dei rifiuti: riduzione delle emissioni di metano tramite la gestione dei rifiuti solidi o delle acque reflue;
- Agricoltura sostenibile: tecniche per ridurre le emissioni dai fertilizzanti, gestione del suolo per aumentare il sequestro di carbonio ovvero la capacità delle piante di assorbire CO₂;
- Progetti industriali: cattura e stoccaggio della CO₂, distruzione di gas serra ad alto potenziale nocivo come HFC-23 (o trifluorometano) o N₂O (ossido di diazoto).

Per essere considerati validi, tali progetti devono rispettare alcuni criteri fondamentali. Devono innanzitutto garantire l'addizionalità, ossia assicurare che le riduzioni delle emissioni ottenute siano effettivamente aggiuntive e non si sarebbero verificate in assenza del meccanismo dei crediti di carbonio. È inoltre essenziale che tali riduzioni siano misurabili e verificabili, cioè quantificabili in modo accurato e sottoposte al controllo di soggetti terzi indipendenti. Un altro requisito imprescindibile riguarda la permanenza, che implica la necessità di assicurare che le riduzioni siano durature nel tempo, evitando, ad esempio, il taglio prematuro di alberi piantati. Infine, è fondamentale che non vi sia alcun effetto di leakage, vale a dire che il progetto non provochi indirettamente un aumento delle emissioni in altre aree geografiche. In alcuni casi, oltre ai crediti derivanti da progetti completati e realizzati, si possono generare anche “crediti ex-ante”, dove i crediti vengono emessi in anticipo rispetto alla realizzazione effettiva del progetto, con la promessa di generare riduzioni future di emissioni. Questa pratica è controversa perché comporta rischi maggiori legati alla mancata realizzazione dei benefici ambientali previsti.

## Mercati dei crediti di carbonio
I crediti di carbonio vengono scambiati in due tipologie di mercati: mercati regolati e mercati volontari.

### Mercati regolati
I mercati regolati (dall'inglese compliance markets) sono istituiti da leggi nazionali o trattati internazionali. Il principale esempio è l'European Union Emissions Trading System (EU ETS), operativo dal 2005. Esso impone un limite massimo (cap) alle emissioni consentite alle imprese di settori ad alta intensità energetica.
Le imprese ricevono o acquistano quote di emissione (dall'inglese allowances) che corrispondono al diritto di emettere una tonnellata di CO₂. Se emettono meno del previsto, possono vendere il surplus. Se emettono di più, devono acquistare ulteriori quote o pagare sanzioni. In alcuni casi, possono anche acquistare crediti di carbonio generati da progetti esterni (offset credits) per adempiere ai propri obblighi. Questo sistema, definito cap-and-trade, è considerato uno strumento flessibile ed economicamente efficiente per ridurre complessivamente le emissioni.

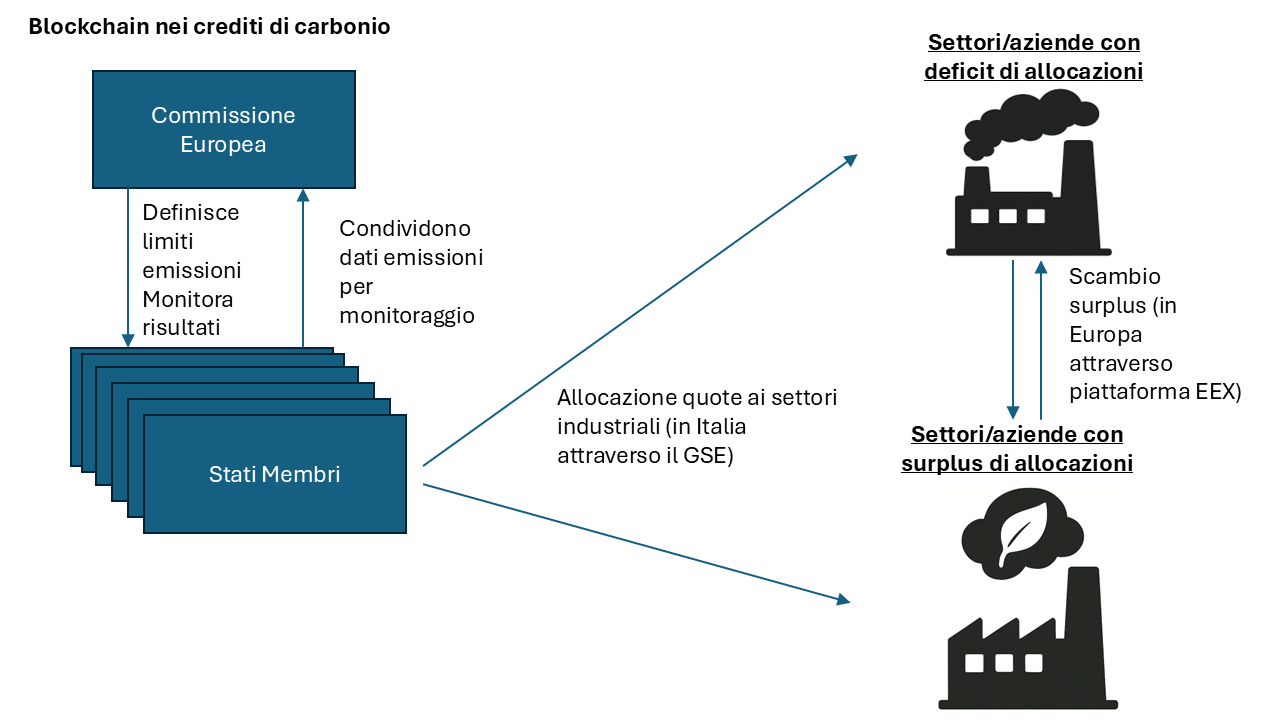
Come funzionano i mercati regolati delle emissioni di CO2 con particolare riferimento all'EU ETS

Le emissioni di gas a effetto serra permesse dall'EU ETS sono un quantitativo predeterminato e pertanto i mercati vengono utilizzati per allocare le quote di emissioni in eccesso o in difetto tra i diversi settori regolamentati. Chi emette più dei limiti consentiti (chi emette oltre il cap) può acquistare quote di emissioni da chi emette meno del proprio limite. In Italia l'allocazione delle quote di emissione è gestita dal Gestore dei Servizi Energetici (GSE). L'obiettivo è quello di consentire ai meccanismi di mercato di guidare i processi industriali, incentivando approcci a minore intensità di carbonio rispetto a quelli utilizzati quando non vi è alcun costo per l'emissione anidride carbonica e altri GHG nell'atmosfera. La progressiva integrazione dei mercati dei crediti di carbonio nel mondo ha consentito nel tempo di compensare le proprie emissioni anche acquistando crediti generati altrove nel mondo. Tra le novità più significative apportate dal Protocollo di Kyoto figura il Meccanismo di Sviluppo Pulito (CDM - Clean Development Mechanism). Grazie a questo sistema, i paesi industrializzati, tenuti al rispetto di severi limiti di riduzione delle emissioni, hanno avuto la possibilità di investire in progetti finalizzati a contenere i gas serra nei paesi in via di sviluppo. In contropartita, tali paesi potevano ottenere crediti di carbonio da utilizzare per centrare i propri obiettivi di diminuzione delle emissioni, contribuendo così alla creazione di un mercato globale del carbonio.

### Mercati volontari
I mercati volontari si rivolgono a imprese, organizzazioni o singoli cittadini che intendono compensare volontariamente le proprie emissioni, spinti da motivazioni legate a politiche di responsabilità sociale d'impresa, a esigenze reputazionali o, semplicemente, a ragioni di natura personale. Nei mercati volontari, i crediti vengono acquistati per compensare attività come viaggi aerei, eventi aziendali o la produzione di beni e servizi. Molte compagnie aeree offrono programmi di offsetting per permettere ai passeggeri di compensare le emissioni del proprio volo.

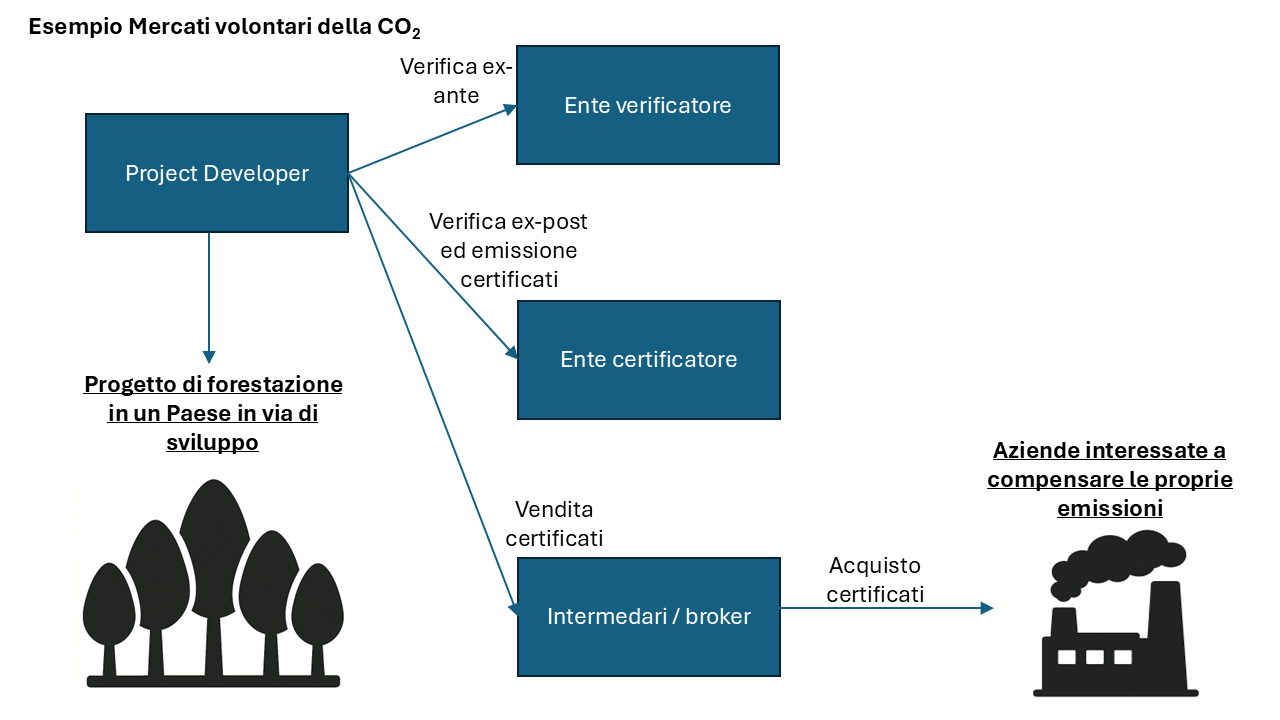
Come funzionano i mercati volontari delle emissioni di CO2 e come si generano crediti di carbonio

I progetti finanziati spaziano da grandi impianti rinnovabili a iniziative locali come la riforestazione. Il mercato volontario permette anche di finanziare progetti che offrono co-benefici:
- miglioramento socioeconomico delle comunità locali,
- tutela della biodiversità,
- creazione di posti di lavoro,
- accesso all'acqua potabile o a energia pulita.

Tuttavia, i mercati volontari presentano maggiore frammentazione e minor vigilanza rispetto ai mercati regolati, aumentando il rischio di progetti di scarsa qualità o iniziative di greenwashing.
Diversi sviluppatori di progetti che generano crediti di carbonio vendono crediti ad aziende interessate a ridurre la propria impronta di carbonio su base volontaria. Queste aziende (tipicamente grandi multinazionali con obiettivi di sostenibilità - ESG) acquistano i crediti, ad esempio, da fondi di investimento o da società specializzate nello sviluppo di progetti che generano crediti di carbonio o nell'aggregazione di crediti generati da singoli progetti di entità medio-piccola. Acquirenti e venditori possono anche utilizzare piattaforma di scambio per fare trading, delle vere e proprie borse per i crediti di carbonio. La qualità dei crediti di carbonio dipende in larga misura dai processi di verifica, certificazione e monitoraggio a cui i progetti di riduzione delle emissioni sono sottoposti. Un elemento cruciale è il processo di convalida effettuato da organismi terzi indipendenti, oppure da enti come fondi climatici o società di sviluppo che fungono da sponsor dei progetti. Questi soggetti hanno il compito di valutare se le riduzioni di emissioni siano reali, misurabili, permanenti e addizionali, ovvero se non sarebbero avvenute senza il finanziamento legato ai crediti di carbonio.
La qualità e l'affidabilità di un credito si riflettono spesso sul suo prezzo di mercato. In generale, le unità di carbonio generate nel mercato volontario (Voluntary Carbon Market, VCM) tendono ad avere un prezzo inferiore rispetto alle unità generate attraverso meccanismi regolati, come l'EU ETS. Ciò è dovuto al fatto che i progetti regolati devono rispettare procedure più rigorose, stabilite a livello internazionale, e sono soggetti a controlli e metodologie più stringenti.
Tuttavia, questa distinzione si sta facendo più sfumata. Negli ultimi anni, il mercato volontario ha visto la nascita di standard sempre più severi (ad esempio, Gold Standard, Verra's Verified Carbon Standard), che impongono controlli quasi altrettanto rigidi quanto quelli dei mercati regolati. Alcuni progetti volontari di alta qualità, specialmente quelli con co-benefici sociali o ambientali, riescono a spuntare prezzi anche superiori a quelli di crediti regolati.
Secondo i dati della European Energy Exchange (EEX), nel corso del 2023 il prezzo medio dei permessi di emissione dell'UE (EUAs) si è attestato tra 75 e 100 euro a tonnellata, con picchi che hanno superato i 100 euro nei mesi di tensioni sui mercati energetici legate a crisi geopolitiche. Al cambio attuale, ciò corrisponde a una forbice di circa 80-110 dollari per tonnellata, segnando un aumento di oltre il 400% rispetto ai valori medi del 2018. Anche nel mercato volontario i prezzi sono cresciuti. Il prezzo medio dei crediti volontari è passato da circa 3 dollari per tonnellata nel 2019 a una fascia compresa tra 5 e 15 dollari nel 2022-2023, con punte superiori ai 30 dollari per progetti certificati con co-benefici elevati, come quelli relativi alla tutela della biodiversità o al sostegno delle comunità locali.
Tuttavia, permane una forte variabilità nei prezzi del mercato volontario, dovuta a diversi fattori quali la tipologia di progetto, lo standard di certificazione adottato, la localizzazione geografica, l'eventuale presenza di co-benefici sociali o ambientali, nonché la domanda specifica proveniente da aziende o governi. Il mercato volontario dei crediti di carbonio ha fatto registrare anche casi di carenze informative e mancanza di trasparenza, casi di crediti di carbonio rilasciati a fronte di progetti non realizzati o interrotti. Per fronteggiare tali problematiche sono aumentati i requisiti di approvazione e monitoraggio dei progetti che generano crediti di carbonio.

## Principali accordi internazionali
Lo sviluppo dei crediti di carbonio è strettamente legato a due tappe fondamentali della diplomazia climatica internazionale: il Protocollo di Kyoto e l'Accordo di Parigi, in particolare il suo Articolo 6.

### Protocollo di Kyoto
Il Protocollo di Kyoto, adottato nel 1997 ed entrato in vigore nel 2005, è stato il primo trattato internazionale giuridicamente vincolante che ha imposto limiti obbligatori alle emissioni di gas serra per i Paesi industrializzati. Una delle sue innovazioni più importanti è stata l'istituzione del Meccanismo di Sviluppo Pulito (CDM - Clean Development Mechanism), che ha permesso ai Paesi con obblighi di riduzione delle emissioni di finanziare progetti di riduzione delle emissioni nei Paesi in via di sviluppo.
In cambio, i Paesi finanziatori ricevevano crediti di carbonio (Certified Emission Reductions, CERs), utilizzabili per adempiere ai propri obiettivi di riduzione. Il CDM ha contribuito a far nascere un mercato internazionale del carbonio, creando le prime infrastrutture di registrazione, verifica e scambio dei crediti. Secondo dati dell'UNFCCC, fino al 2020 il CDM ha registrato oltre 7.800 progetti, generando più di 2 miliardi di tonnellate di riduzioni certificate.

### Accordo di Parigi e Articolo 6
L'Accordo di Parigi, firmato nel 2015, ha sostituito il Protocollo di Kyoto come principale quadro globale per la lotta ai cambiamenti climatici. Diversamente dal Protocollo di Kyoto, l'Accordo di Parigi coinvolge tutti i Paesi — sviluppati e in via di sviluppo — invitandoli a stabilire i propri obiettivi di riduzione delle emissioni, noti come Nationally Determined Contributions (NDCs).
L'Articolo 6 dell'Accordo di Parigi disciplina i meccanismi di cooperazione internazionale per il conseguimento degli obiettivi climatici, prevedendo non più, come nel caso dei CDM, la possibilità per i Paesi più industrializzati di compensare le proprie emissioni investendo in progetti nei Paesi in via di sviluppo, bensì opportunità di collaborazione su larga scala per realizzare progetti congiunti tra Paesi e imprese a livello internazionale. Questo nuovo sistema mira a evitare il doppio conteggio delle riduzioni (a volte in passato conteggiati sia dal Paese ospitante del progetto, sia dal Paese finanziatore) e a garantire una maggiore integrità ambientale. L'Articolo 6 è considerato cruciale per lo sviluppo futuro dei mercati del carbonio, poiché consente la creazione di un mercato internazionale più armonizzato, trasparente e integrato, in grado di coinvolgere sia attori pubblici sia soggetti privati. Il lavoro tecnico sull'Articolo 6 si è intensificato dopo la COP26 di Glasgow, dove sono state adottate regole operative fondamentali, tra cui criteri più stringenti per la tracciabilità dei crediti e la prevenzione di doppie contabilizzazioni. Queste norme stanno contribuendo a definire una nuova architettura globale per i mercati del carbonio, con effetti destinati a riflettersi anche sul mercato volontario. In sintesi, sia il Protocollo di Kyoto sia l'Accordo di Parigi hanno avuto un ruolo determinante nell'istituzionalizzare i mercati del carbonio, fornendo le basi legali e operative per lo sviluppo e lo scambio dei crediti di carbonio, oggi al centro delle strategie di decarbonizzazione globali.

## Differenza tra credito e offset di carbonio
Il termine carbon offset indica l'atto di compensare emissioni proprie finanziando progetti di riduzione delle emissioni altrove, mentre il credito di carbonio è l'unità di misura certificata che rappresenta quella riduzione (1 tonnellata di CO₂ o equivalente). Nella pratica, i due termini sono spesso utilizzati in modo intercambiabile.

## Standard e certificazioni
Nei mercati volontari operano diversi standard internazionali, tra cui il Verified Carbon Standard (VCS), gestito da Verra; il Gold Standard, creato dal WWF e da altre ONG, che richiede anche co-benefici sociali e ambientali; il Climate Action Reserve (CAR), utilizzato soprattutto in Nord America; e il Plan Vivo, focalizzato su progetti forestali e comunitari nei Paesi in via di sviluppo. Questi standard stabiliscono metodologie rigorose per calcolare le riduzioni, impongono verifiche indipendenti e registrano ogni credito in database pubblici. Ogni credito è identificato da un codice univoco che consente di tracciarne origine, trasferimenti e stato.
La creazione dei crediti di carbonio segue un iter tecnico e procedurale stabilito dagli standard internazionali. In linea generale, il processo si articola in varie fasi:
1. Sviluppo del progetto: il proponente definisce un progetto secondo una metodologia approvata dallo standard prescelto (ad esempio Verra o Gold Standard). In questa fase si quantificano le emissioni evitate o rimosse rispetto a uno scenario di riferimento (baseline).
2. La validazione indipendente prevede che un ente terzo accreditato, noto come Validation and Verification Body (VVB), esamini il progetto per verificare il rispetto dei criteri previsti dallo standard, inclusi aspetti come l'addizionalità, le metodologie di calcolo adottate e la sostenibilità sia ambientale sia sociale.
3. Registrazione: se la validazione ha esito positivo, il progetto viene registrato in un registro pubblico gestito dallo standard di riferimento. A questo punto il progetto è ufficialmente riconosciuto.
4. Monitoraggio e verifica: durante l'implementazione, il progetto raccoglie dati sulle riduzioni effettive di emissioni (es. energia prodotta da fonti rinnovabili, alberi piantati). Tali dati vengono verificati periodicamente da un ente indipendente.
5. Emissione dei crediti: lo standard emette crediti di carbonio (es. Verified Carbon Units, VCUs nel caso di Verra) corrispondenti alle tonnellate effettivamente ridotte o rimosse. Ogni credito viene inserito nel registro con un codice univoco per garantirne tracciabilità e unicità.
6. Transazioni e ritiro: i crediti possono essere venduti sul mercato volontario o ritirati per finalità di compensazione. Una volta “ritirati” (retired), i crediti non possono più essere scambiati né rivendicati da altri soggetti, per evitare il doppio conteggio.

Questo processo, pur variando leggermente tra i diversi standard, mira a garantire trasparenza, integrità e affidabilità ambientale. Tuttavia, anche gli schemi più accreditati hanno ricevuto critiche per progetti che, in alcuni casi, non hanno rispettato pienamente il principio di addizionalità o hanno avuto impatti ambientali inferiori alle attese.

## Criticità e rischi
Il sistema dei crediti di carbonio presenta numerose problematiche come è stato già accennato. Tra le più significative:
- Addizionalità: è difficile dimostrare che la riduzione di emissioni legata ad un progetto non sarebbe avvenuta anche in assenza dei crediti di carbonio percepiti dai proponenti l'iniziativa. Progetti parzialmente o interamente non addizionali possono avere un impatto limitato sull'assorbimento di CO₂;
- Misurazione e verifica: il calcolo delle emissioni evitate è complesso, specie in progetti agricoli o forestali;
- Permanenza: rischi come incendi o cambi di uso del suolo possono annullare i benefici ottenuti;
- Leakage: ridurre emissioni in un'area può spostare la medesima attività che era responsabile delle emissioni in altre regioni, annullando i benefici;
- Rebound effect: gli interventi di efficienza energetica possono indurre un aumento dei consumi perché l'utente che beneficia delle soluzioni di efficienza energetica riduce la sua spesa energetica ed ha più risorse per aumentare consumi energetici ulteriori;
- Greenwashing: progetti di qualità bassa vengono proposti come interventi climatici efficaci;
- Costi di transazione: progetti su piccola scala possono risultare economicamente insostenibili a causa dei costi di certificazione e verifica.

Uno dei dibattiti più accesi sul mercato dei crediti di carbonio riguarda il rischio che questi strumenti vengano percepiti come una sorta di indulgenza climatica. Con questa espressione si indica la possibilità che persone o aziende si sentano legittimate a continuare a emettere gas serra, limitandosi a compensare le proprie emissioni acquistando crediti, senza modificare realmente i propri comportamenti o ridurre le proprie emissioni dirette. Secondo Michael Sandel, professore di filosofia politica ad Harvard, «i mercati non solo allocano risorse, ma esprimono e promuovono certi atteggiamenti verso i beni che vengono scambiati. In certi casi, mettere un prezzo su un bene può corrompere le norme sociali e morali». Sandel, nel suo libro Quello che i soldi non possono comprare, paragona i crediti di carbonio alle indulgenze medievali vendute dalla Chiesa cattolica, affermando che «trasformare l'ambiente in una commodity rischia di ridurre il senso di responsabilità morale verso il pianeta». Questa critica viene ripresa anche da George Monbiot, noto attivista ambientale britannico, il quale ha scritto sul Guardian: «Il mercato dei crediti di carbonio è diventato il moderno equivalente delle indulgenze religiose: consente ai ricchi di continuare a peccare, pagando una somma per far assolvere la propria coscienza».
Le preoccupazioni riguardano soprattutto il rischio che i crediti di carbonio vengano utilizzati più per finalità di immagine o marketing – il cosiddetto greenwashing – che per una reale strategia di decarbonizzazione. Alcuni critici sostengono che le aziende, invece di investire seriamente nella riduzione delle proprie emissioni, preferiscano acquistare crediti a basso costo sul mercato volontario per dichiararsi “carbon neutral”, senza modificare sostanzialmente i propri processi produttivi.

## Prospettive future
Negli ultimi anni, la blockchain si è affermata come tecnologia promettente per risolvere varie criticità dei mercati del carbonio. Le sue caratteristiche di trasparenza, immutabilità e tracciabilità sono particolarmente adatte a rafforzare la fiducia e ridurre frodi o doppi conteggi.

### Applicazioni della blockchain ai crediti di carbonio
La blockchain può essere applicata in diversi modi:
- Tokenizzazione: permette di trasformare crediti di carbonio in token digitali frazionabili e scambiabili anche tra consumatori finali.
- Smart contract: contratti programmabili possono automatizzare la registrazione delle riduzioni di CO₂ sulla base di dati da sensori IoT, riducendo costi di verifica.
- DAO (Decentralized Autonomous Organizations): consentono governance collettiva dei progetti, con regole codificate nella blockchain.
- Registri pubblici: ogni credito può essere tracciato su blockchain, rendendo pubblica la sua storia e riducendo rischi di frodi.

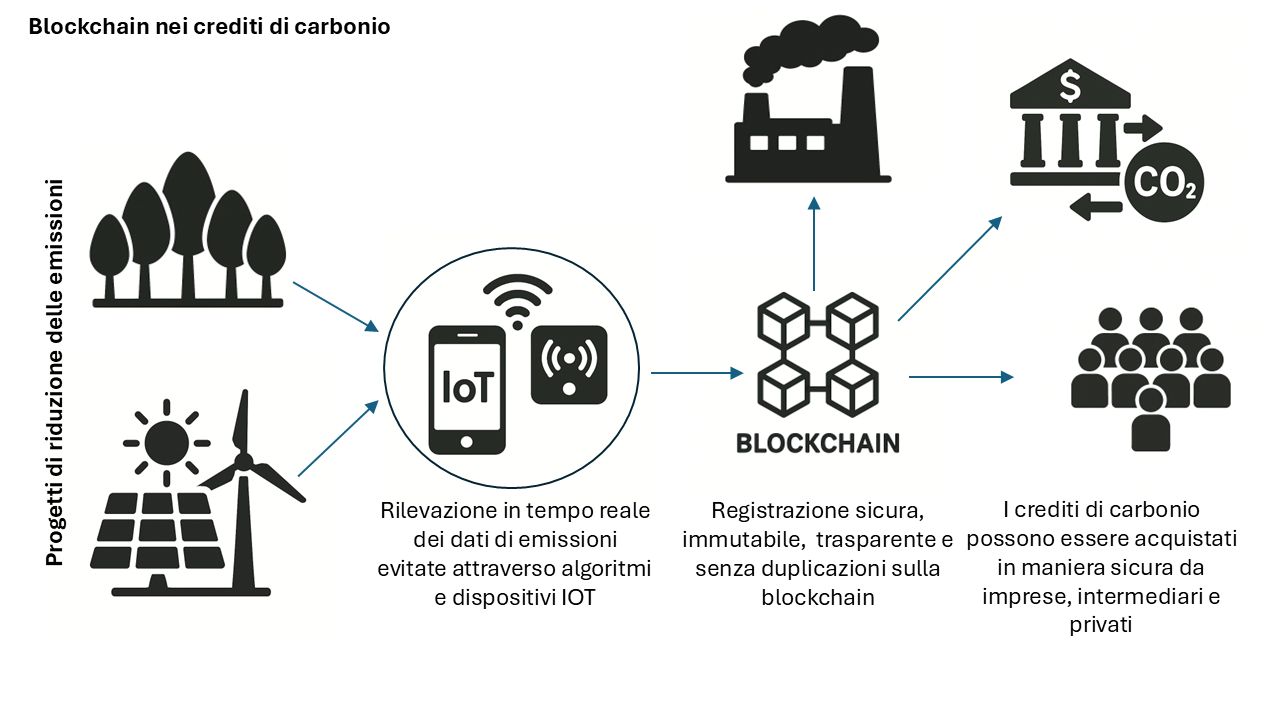
Come la blockchain sta innovando il settore dei crediti di carbonio rendendo il processo più sicuro

La blockchain è particolarmente interessante per progetti su piccola scala, come quelli domestici. Tradizionalmente questi soffrono per alti costi di verifica, sproporzionati rispetto ai benefici economici. Sistemi blockchain integrati con IoT (es. smart meter) possono registrare automaticamente i dati di consumo energetico e generare crediti tokenizzati.

### Sfide della blockchain
Tuttavia, l'uso della blockchain presenta anche alcune sfide, legate, ad esempio, all'elevato consumo energetico di alcune reti, sebbene questo aspetto possa essere mitigato da sistemi come il Proof-of-Stake. Vi sono inoltre problematiche di privacy, soprattutto nei progetti residenziali, e una certa complessità tecnica che rischia di scoraggiare i piccoli utenti. Nonostante questi ostacoli, la blockchain è comunque considerata una delle evoluzioni più promettenti per aumentare trasparenza, efficienza e accessibilità nel mercato dei crediti di carbonio.